# Живка Донева
Живка Доньо Донева е българска актриса.

## Кариера на театрална актриса
Родена е на 12 април 1962 година в София. През 1986 г. завършва актьорско майсторство за куклен театър във ВИТИЗ „Кръстьо Сарафов“, където от 1994 до 1998 г. е асистент по актьорско майсторство на класа на професор Николина Георгиева. През 1998 г. завършва магистратура по режисура за куклен театър.
Донева работи седем години в Пловдивския куклен театър.

### В Пловдивски куклен театър
- „Малката фея“ – режисьор Славчо Маленов
- „Не пипай куфара“ – режисьор Славчо Маленов
- „Приключението“ – режисьор Васил Апостолов
- „Ах, този змей“ – режисьор Петър Пашов
- „Дванайсетте месеца“ – режисьор Петър Пашов
- „Рибарят и златната рибка“ – режисьор Васил Апостолов
- „Елхата“ – режисьор Петър Пашов
- „Човекът от Ламанча“ – режисьор Петър Пашов
- „Тука става нещо“ – режисьор Леонард Капон
- „Карлсон, който живее над покривите“ – режисьор Леонард Капон

### Като режисьор
- „Случка в креватче“ – ДКТ Търговище, 1992
- „Случка в креватче“ – ДКТ Сливен, 1993
- „Голямото малко пътешествие“ – ДКТ Шумен, 1993
- „Ах, този змей“ – ДКТ Добрич, 1994
- „Чими“ – ДКТ Добрич, 1995
- „Добро утро-Лека нощ“ – ДКТ Добрич, 1999
- „Любопитното слонче“ – ДКТ Добрич, 2006

### Като автор
- „Голямото-малко пътешествие“
- „Пухена история“
- „Буболечешки истории“
- „Малкият рицар“
- „Нощна приказка“

## Кариера на озвучаваща актриса
Тя започва да се занимава с озвучаване през 1988 г. В първия си дублаж работи заедно с артистите Мариана Димитрова и Николай Бинев, Надя Топалова, Георги Митев, Ива Апостолова, Адриана Андреева, Венета Зюмбюлева. 
По-известни заглавия с нейно участие са „Разследванията на Хлорофил“, „На гости на третата планета“, „Бъфи, убийцата на вампири“, „В обувките на Сатаната“, „Пепел от рози“, „Имало едно време", както и анимационни поредици като „Малкото пони“, „Чернокрилият паток“, „Сейлър Муун“, „Малката русалка“, „Покемон“, „101 далматинци“, „Най-добрият ми приятел е маймуна“ и „Генератор Рекс“. Участва и в дублажа на пълнометражни анимационни филми, измежду които „Космически забивки“, където озвучава 12 персонажи. Работи и като режисьор на нахсинхронни дублажи.
Режисира дублажите на „Книга за джунглата“, „Звезден сблъсък“, „Тролчета“,  „Малката стъпка“, „Пчеличката Мая“, както и на сериалите „Финиъс и Фърб“ и „Къмпиране“.

## Филмография
- „Мускетарят с маратонките“ (1997) – математичката
- „Мъже без работа“ (1973) – Иглика
- „Нощна тарифа“ (1986) – момичето

## Личен живот
Живка Донева има една дъщеря.